# ثابيسو براون
ثابيسو براون (بالإنجليزية: Thabiso Brown)‏ هو لاعب كرة قدم ليسوتوي في مركز الهجوم، ولد في 3 أكتوبر 1995 في ليسوتو. شارك مع منتخب ليسوتو لكرة القدم.

## وصلات خارجية
- ثابيسو براون على موقع قاعدة بيانات كرة القدم.إي يو (الإنجليزية)
- ثابيسو براون على موقع ناشيونال فوتبول تيمز (الإنجليزية)
- ثابيسو براون على موقع Soccerway.com (الإنجليزية)